# Saint-Martin-du-Tertre
|  | Per a altres significats, vegeu «Saint-Martin-du-Tertre (Yonne)». |

Saint-Martin-du-Tertre és un municipi francès al departament de la Val-d'Oise (regió de l'Illa de França). Forma part del cantó de Fosses, del districte de Sarcelles i de la Comunitat de comunes Carnelle Pays-de-France. L'any 2007 tenia 2.381 habitants.

## Demografia

### Població
El 2007 la població de fet de Saint-Martin-du-Tertre era de 2.381 persones. Hi havia 851 famílies, de les quals 211 eren unipersonals (83 homes vivint sols i 128 dones vivint soles), 222 parelles sense fills, 346 parelles amb fills i 72 famílies monoparentals amb fills.
La població ha evolucionat segons el següent gràfic:

### Habitatges
El 2007 hi havia 921 habitatges, 873 eren l'habitatge principal de la família, 17 eren segones residències i 31 estaven desocupats. 690 eren cases i 230 eren apartaments. Dels 873 habitatges principals, 588 estaven ocupats pels seus propietaris, 261 estaven llogats i ocupats pels llogaters i 24 estaven cedits a títol gratuït; 30 tenien una cambra, 88 en tenien dues, 140 en tenien tres, 209 en tenien quatre i 406 en tenien cinc o més. 640 habitatges disposaven pel capbaix d'una plaça de pàrquing. A 395 habitatges hi havia un automòbil i a 386 n'hi havia dos o més.

### Piràmide de població
La piràmide de població per edats i sexe el 2009 era:
| Homes | Edats   | Dones |
| ----- | ------- | ----- |
| 0     | 95 o +  | 0     |
| 8     | 90 a 94 | 8     |
| 4     | 85 a 89 | 12    |
| 4     | 80 a 84 | 8     |
| 12    | 75 a 79 | 36    |
| 40    | 70 a 74 | 48    |
| 36    | 65 a 69 | 12    |
| 60    | 60 a 64 | 68    |
| 40    | 55 a 59 | 52    |
| 104   | 50 a 54 | 116   |
| 112   | 45 a 49 | 108   |
| 88    | 40 a 44 | 116   |
| 96    | 35 a 39 | 76    |
| 88    | 30 a 34 | 88    |
| 60    | 25 a 29 | 80    |
| 80    | 20 a 24 | 68    |
| 112   | 15 a 19 | 72    |
| 88    | 10 a 14 | 72    |
| 52    | 5 a 9   | 76    |
| 60    | 0 a 4   | 64    |

## Economia
El 2007 la població en edat de treballar era de 1.598 persones, 1.218 eren actives i 380 eren inactives. De les 1.218 persones actives 1.129 estaven ocupades (590 homes i 539 dones) i 88 estaven aturades (45 homes i 43 dones). De les 380 persones inactives 123 estaven jubilades, 127 estaven estudiant i 130 estaven classificades com a «altres inactius».

### Ingressos
El 2009 a Saint-Martin-du-Tertre hi havia 876 unitats fiscals que integraven 2.352 persones, la mediana anual d'ingressos fiscals per persona era de 23.260 €.

### Activitats econòmiques
Dels 44 establiments que hi havia el 2007, 1 era d'una empresa alimentària, 2 d'empreses de fabricació de material elèctric, 2 d'empreses de fabricació d'altres productes industrials, 12 d'empreses de construcció, 7 d'empreses de comerç i reparació d'automòbils, 2 d'empreses de transport, 3 d'empreses d'hostatgeria i restauració, 1 d'una empresa financera, 3 d'empreses immobiliàries, 4 d'empreses de serveis, 3 d'entitats de l'administració pública i 4 d'empreses classificades com a «altres activitats de serveis».
Dels 16 establiments de servei als particulars que hi havia el 2009, 1 era una oficina de correu, 1 taller de reparació d'automòbils i de material agrícola, 3 paletes, 1 guixaire pintor, 2 fusteries, 2 lampisteries, 1 electricista, 1 perruqueria, 2 restaurants i 2 agències immobiliàries.
Dels 2 establiments comercials que hi havia el 2009, 1 era una botiga de menys de 120 m² i 1 una fleca.
L'any 2000 a Saint-Martin-du-Tertre hi havia 4 explotacions agrícoles.

## Equipaments sanitaris i escolars
El 2009 hi havia 1 hospital de tractaments de mitja durada (seguiment i rehabilitació), 1 un hospital de tractaments de llarga durada i 1 farmàcia.
El 2009 hi havia 1 escola maternal i 1 escola elemental.

## Poblacions properes
El següent diagrama mostra les poblacions més properes.